# رمضان كريم (مسلسل)
رمضان كريم هو مسلسل درامي كوميدي اجتماعي من إنتاج كريم السبكي وخالد السبكي، وبطولة روبي، سيد رجب،ريهام عبد الغفور،شيرين الطحان، بيومي فؤاد ،صبري فواز،محمدلطإلى جانب نخبة من الفنانين، وهذا المسلسل أنتج ليُعرض في رمضان 1438 هـ 2017م.
المسلسل اجتماعي٫ يتناول حياة أسر كثيرة في حيٍ واسع٫ يمارسون عاداتهم اليومية وطقوس الصيام وموائد الإفطار والسحور في الشهر الفضيل.

## الممثلون
- روبي
- ريهام عبد الغفور
- محمود الجندي
- محمد لطفي
- كريم عفيفي
- شيرين الطحان
- صبري فواز
- محمد عادل
- عهد عبدالمنعم
- سهر الصايغ